# Nuku'alofa
Nuku'alofa er Tongas hovedstad og landets største by. Byen ligger på øen Tongatapu og har 23.221(2016)indbyggere. Byens vigtigste eksportvare er bananer, kopra og vanilje. Derudover produceres der håndværksprodukter, der hovedsageligt sælges på markedet. Tongas kongelige slot ligger i Nuku'alofa.